# Східно-Іранські гори
Східно-Іранські гори тягнуться на 1050 км уздовж східного кордону Ірану, між Ельбурсом і Макраном.
Утворюють орографічний бар'єр на шляху з Ірану в Афганістан.
Середня висота гір 1500 м, найвища точка — вулкан Тефтан (4042 м).